# 赤平市
赤平市（日语：／ Akabira shi */?）是位于日本北海道中部的城市，屬空知綜合振興局，主要市區主要位於空知川流域，除空知川沿岸區域外接為山區。過去在煤礦產業最盛的1960年，人口數曾經達到59,430人，但隨著煤礦產業的衰退使得人口開始減少，目前人口已低於一萬，是全日本人口第四少的市級行政區劃。目前赤平市正致力發展以煤礦產業遺跡為主的觀光旅遊業。除此之外，當地還有《白蛇》、《雪女》、《阿伊努史詩》等民間故事流傳。
城市名稱源自阿伊努語的「aka-pira」，意思是山稜的崖。或是「hure-pira」（紅色的崖）「wakka-pira」（有水的崖）等。

## 人口
| 赤平市人口分布圖 |                                               |  |
| 赤平市與日本全國年齡別人口分布比較圖 （2005年資料） | 赤平市的年齡、男女別人口分布圖 （2005年資料） |  |
| ■紫色是赤平市 ■綠色是全国 | ■藍色是男性 ■紅色是女性                       |  |
| 赤平市人口變化 \| 1970年 \| 34,904人 \| \| \| 1975年 \| 26,363人 \| \| \| 1980年 \| 25,467人 \| \| \| 1985年 \| 22,645人 \| \| \| 1990年 \| 19,409人 \| \| \| 1995年 \| 17,351人 \| \| \| 2000年 \| 15,753人 \| \| \| 2005年 \| 14,401人 \| \| \| 2010年 \| 12,637人 \| \| \| 2015年 \| 11,105人 \| \| \| 2020年 \| 9,698人 \| \| |                                               |  |
| 資料來源：日本總務省統計中心提供之人口普查數據 |                                               |  |
| 1970年 | 34,904人                                      |  |
| 1975年 | 26,363人                                      |  |
| 1980年 | 25,467人                                      |  |
| 1985年 | 22,645人                                      |  |
| 1990年 | 19,409人                                      |  |
| 1995年 | 17,351人                                      |  |
| 2000年 | 15,753人                                      |  |
| 2005年 | 14,401人                                      |  |
| 2010年 | 12,637人                                      |  |
| 2015年 | 11,105人                                      |  |
| 2020年 | 9,698人                                       |  |

## 歷史
在1891年開始有和人到達本地進行開墾，最初在1906年設立歌志內村（現在的歌志內市），本地一同被劃入歌志內村，之後由於發現煤礦，在1918年起開始開採煤礦，帶動本地的發展，隨著人口的成長在1922年自歌志內村分出獨立設置為赤平村。
此後在1930年代陸續有新的煤礦開始開採，赤平村也隨著發展在1943年2月升格改制為赤平町，1954年7月升格改制為赤平市，在當時是為北海道第18個城市。但此後煤礦產業開始萎縮，1960年代起各個煤礦陸續停止開採，最後一座煤礦礦場也在1994年停止營運。

## 交通
北海道旅客鐵道根室本線沿著空知川通過轄內主要市區，但特急列車皆未在轄內的車站停靠。客運部分則仰賴北海道中央巴士所經營的路線。

### 鐵路
- 北海道旅客鐵道
  - 根室本線：（瀧川市） - 赤平車站 - 茂尻車站 - 平岸車站 - （蘆別市→）

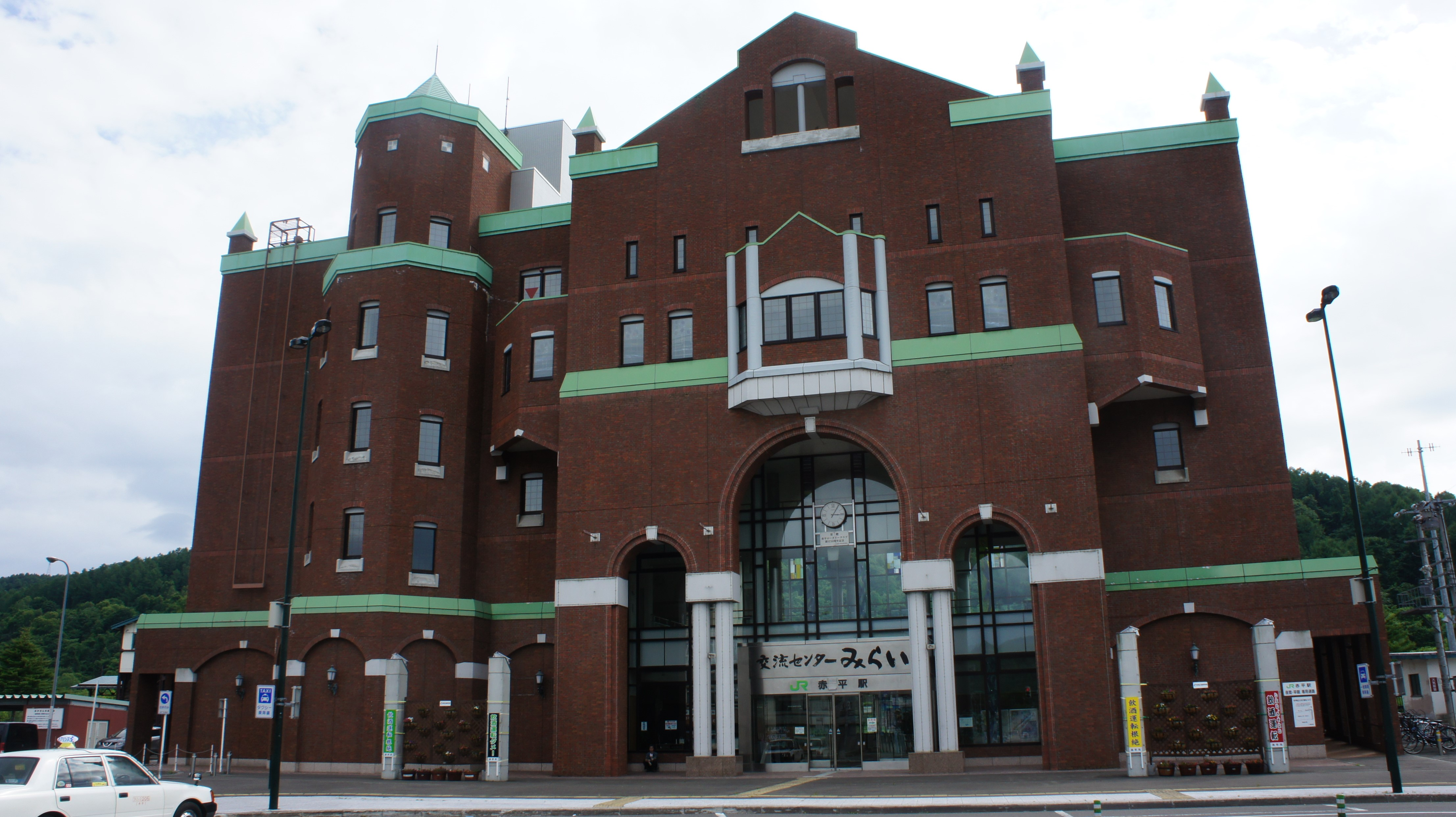
赤平車站
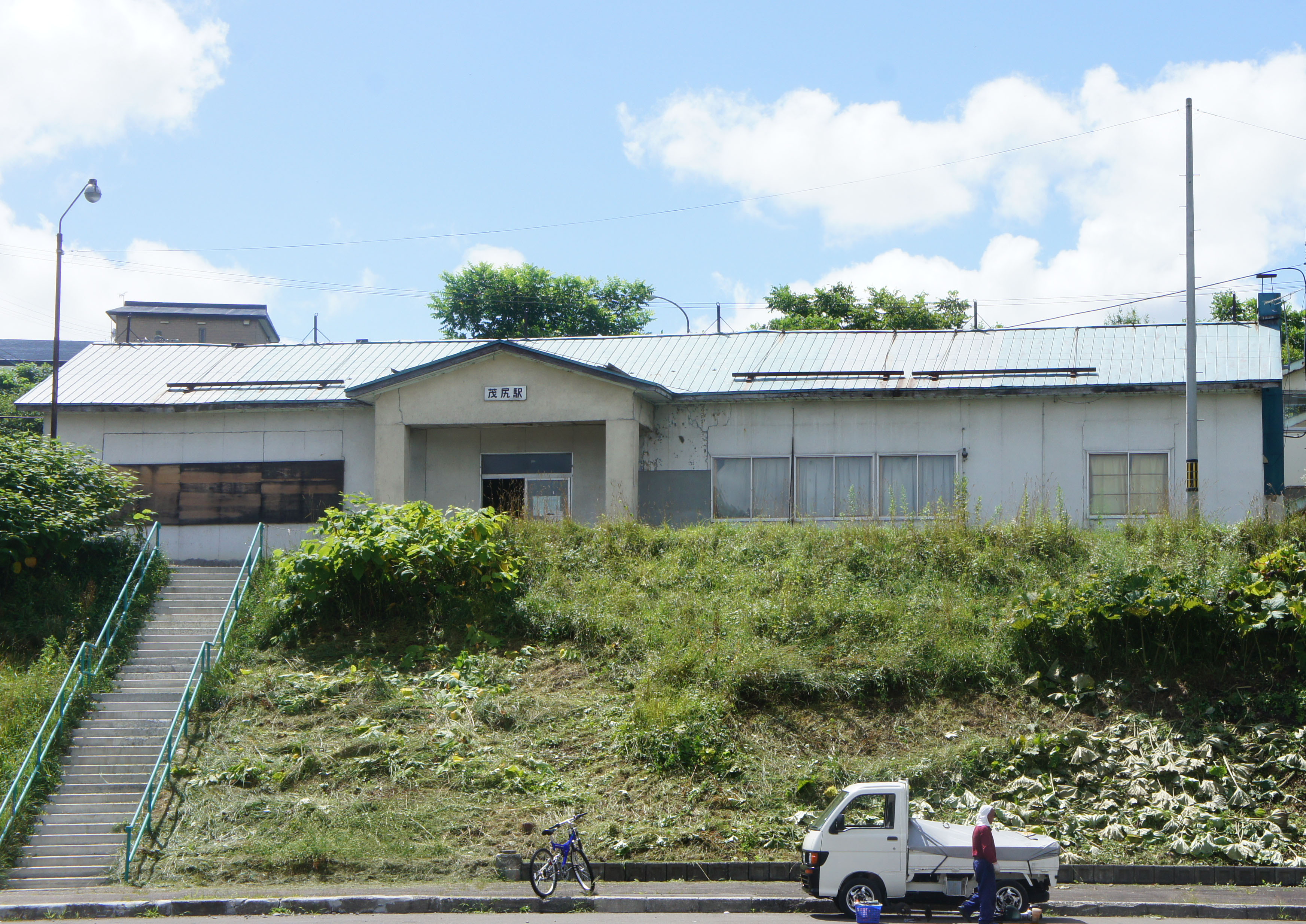
茂尻車站
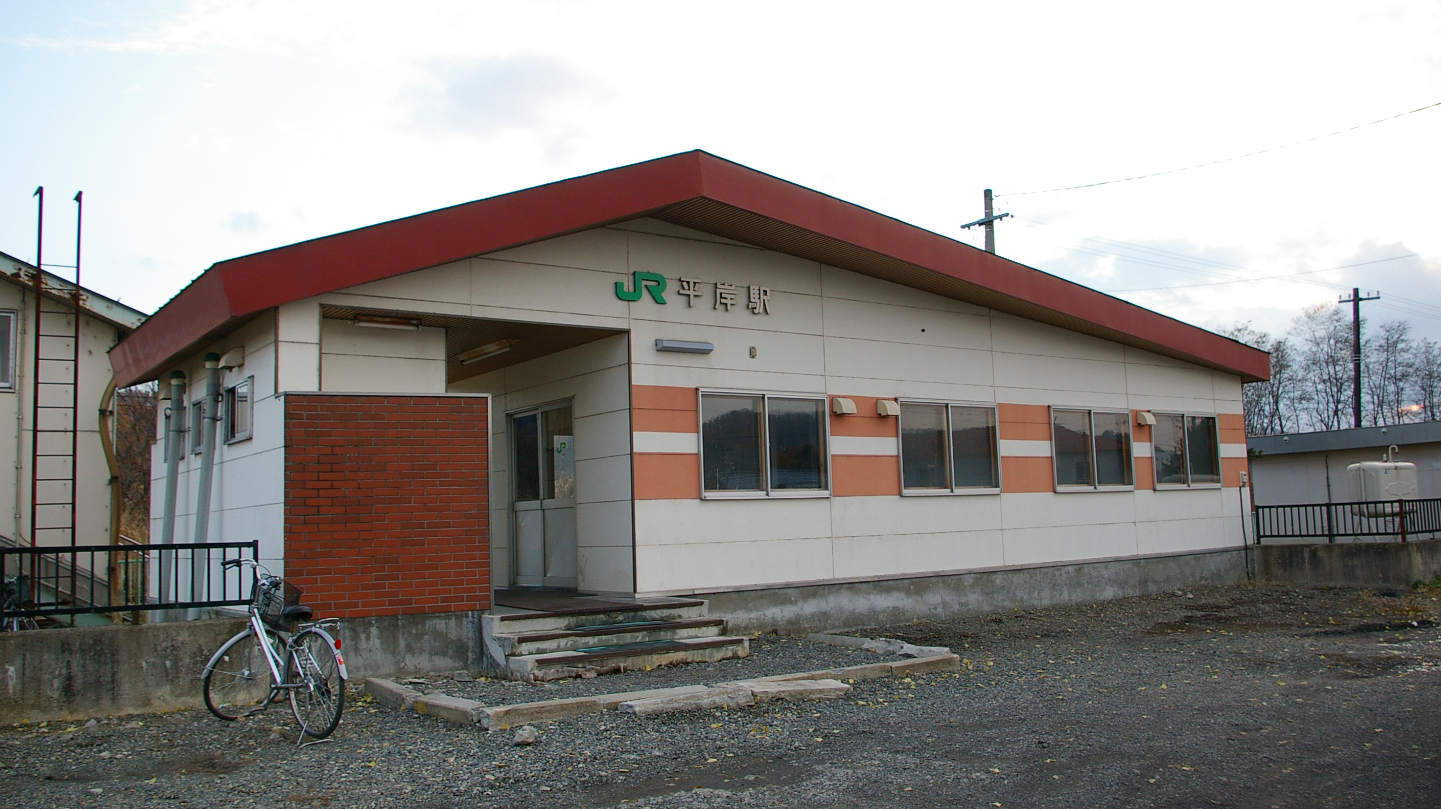
平岸車站

### 道路
| 一般國道 - 國道38號（蘆別國道） | 主要地方道 - 北海道道114號赤平奈井江線 道道 - 北海道道224號蘆別赤平線 - 北海道道227號赤平瀧川線 - 北海道道339號高根平岸停車場線 - 北海道道564號江部乙赤平線 - 北海道道691號赤平歌志內線 |

## 教育
過去在繁榮時期轄內最多曾有4所高中、8所中學校、10所小學校；但隨著人口減少，多所學校陸續遭到整併，目前僅轄內已無任何高中，僅餘中學校及小學校各1所。
中學
- 赤平市立赤平中學校

小學
- 赤平市立赤平小學校

## 姊妹市・友好都市

### 海外
- 三陟市（大韓民國江原道）
- 汨羅市（中華人民共和國湖南省岳陽市）

## 本地出身之名人
- 石飛博光：書法家
- 式守伊之助：第34代大相撲立行司
- 鈴井貴之：俳優、編劇、舞台/電視節目企劃製作
- 三好鐵生：搖滾歌手
- 庄司夕起：排球選手

## 外部連結
- （日語） 赤平觀光協會 （页面存档备份，存于）
- （日語） 赤平市政府的Facebook專頁
- （日語） 平市地域おこし協力隊的Facebook專頁
- （日語） YouTube上的赤平市頻道